# GnomeBaker
GnomeBaker – aplikacja służąca do nagrywania płyt CD i DVD w systemach uniksopodobnych przeznaczona dla środowiska graficznego GNOME. GnomeBaker wykorzystuje darmowego frameworka GStreamer.